# Rosaceae
Las rosáceas (Rosaceae) son una familia de plantas dicotiledóneas pertenecientes al orden Rosales. Esta familia incluye la mayor parte de las especies de frutas de consumo masivo: manzana, pera, membrillo, melocotón, ciruela, cereza, fresa, almendra, albaricoque, níspero, zarzamora, frambuesa, etc. También incluye muchas especies ornamentales, principalmente, las rosas, flores por excelencia, con importancia para la jardinería y la industria de la perfumería.
La familia de las rosáceas es muy amplia, con actualmente más de 130 géneros, en los que se reparten alrededor de 2000 especies aceptadas, cuya distribución es casi mundial, originarias sobre todo de las regiones templadas y subtropicales del hemisferio boreal.

## Descripción
La familia Rosaceae incluye géneros con características muy heterogéneas, sin embargo, la característica común más importante es la presencia de un tálamo o receptáculo floral muy desarrollado, que varía desde una forma convexa (en Rubus, Fragaria), hasta de forma cóncava (en Rosa).
Estos individuos pueden poseer tallos leñosos o semileñosos. El hábito de estas plantas comprende: árboles, arbustos, trepadoras, sino hierbas perennes por rizomas o anuales.
Las hojas pueden ser simples o compuestas, (paripinnadas o imparipinnadas), casi siempre alternas y estipuladas, rara vez opuestas, con borde aserrado o dentado característico. Es frecuente la presencia de modificaciones: espinas, estípulas y aguijones, rara vez ausentes (Spiraea).
Flores normalmente hermafroditas, actinomorfas (a veces zigomorfas por diferenciación de los sépalos en las plantas europeas, o también de los pétalos en las tropicales); periginas, epiginas o hipoginas; a menudo con un hipanto bien desarrollado; cáliz con cinco sépalos, a veces con epicáliz; corola generalmente con cinco pétalos libres; tetrámeras en Sanguisorba; androceo variable, con cuatro o cinco estambres, y más frecuentemente diplostémono o polistémono; gineceo variable, de uno a cinco carpelos, libres o soldados y estilos generalmente libres. Flores solitarias o en inflorescencias variadas (racimos, espigas y corimbos).
Frutos muy variables (aquenio, poliaquenio con receptáculo abombado (eterio) o cóncavo (cinorrodón), drupa, polidrupa (sorosis), folículo, pomo); semillas pequeñas, sin endosperma (las substancias de reserva en los cotiledones).

## Taxonomía
Rosaceae es una familia en la cual la delimitación de sus géneros (y así de sus especies también) es una de sus mayores problemáticas para consistencia sistemática del grupo.
Se consideran caracteres importantes en la sistemática de la familia: la forma del receptáculo, el tipo de concrescencia de los carpelos y su posición, el número y disposición de los rudimentos seminales en el carpelo, el tipo de dehiscencia y la histología de los frutos, el número básico de cromosomas y la distribución de los metabolitos secundarios.
El nombre Rosaceae aparece publicado por el botánico escocés M. Adanson en Fam. Pl. 2: 286. Jul-Aug 1763; y se conserva para el taxón. También citado posteriormente por Antoine L. de Jussieu, Genera Plantarum: 334. 1789. 

### Taxones subfamiliares
La clasificación de la familia Rosaceae es muy variada y diversa en taxones subfamiliares, y ha cambiado mucho con el tiempo y según los diferentes criterios de clasificación propuestos por los autores. Este es un esquema posible en el que se listan en primer lugar las subfamilias, en segundo lugar las tribus y en tercer lugar los géneros en sendos grupos; además de la referencia bibliográfica de cada taxón según el IPNI.

#### Subfamilia Rosoideae
Fruto indehiscente: aquenios o drupas en su mayoría agregados. En el gineceo, los carpelos son numerosos y libres, el ovario medio o súpero.  
1. Género Rosa L.: Sp.Pl.1:491, 1753
2. Género Hulthemia Dum.: Not.Hulth.13, 1824. (= Rosa)
3. Género Argentina Lam.: Fl. Franç. 3: 118, 1779

#### Subfamilia Spiraeoideae
Frutos dehiscentes tipo folículo o cápsula.
1. Tribu Neillieae
  1. Género Physocarpus  (Cambess.) Maxim.: Act.Hort.Petrop.vi.219, 1879; nom. cons. 
  2. Género Neillia D.Don: Prodr. Fl.Nepal.228, 1825
  3. Género Stephanandra Siebold & Zucc.: Abh. Akad. Muench. iii.739.t.4, 1843
2. Tribu Spiraeeae
  1. Género Spiraea L.: Sp. Pl.1:489, 1753
  2. Género Pentactina Nakai: Bot. Mag. (Tokio),xxxi.17, 1917
  3. Género Sibiraea Maxim.: Act. Hort. Petrop. vi. 116.213, 1879
  4. Género Petrophytum Rydb.: N.Amer.Fl.xxii.253, 1908
  5. Género Kelseya Rydb.: Mem. N.York Bot.Gard.i.207, 1900
  6. Género Luetkea Bong.: Mem. Acad. Petersb. Ser. VI. ii. 130.t.2, 1833
  7. Género Aruncus L.: Op. Var.259m 1758.
3. Tribu Gillenieae
  1. Género Gillenia Moench: Suppl. Meth.286, 1802
  2. Género Spiraeanthus (Fisch. & C.A.Mey.) Maxim.: Act. Hort.Petrop.vi.226, 1879
4. Tribu Holodisceae
  1. Género Holodiscus (C.Koch) Maxim.: T.Imp.S.-Peterburgsk. Bot. Sada 6:253, 1879; nom.cons.
5. Tribu Sorbarieae
  1. Género Sorbaria (Ser. ex DC.) A.Braun: Fl. Brandenburg 1:177, 1860; nom.cons.
  2. Género Chamaebatiaria (Porter) Maxim.: Act.Hort.Petrop.vi.225, 1879
6. Tribu Adenostomateae
  1. Género Adenostoma Hook.& Arn.: Bot.Beechey Voy.139 & 338.t.30, 1832

#### Subfamilia Potentilloideae
1. Tribu Dryadeae
  1. Género Dryas L.: Sp.Pl.501, 1753.
  2. Género Fallugia Endl.: Gen.1246, 1840.
2. Tribu Purshieae
  1. Género Chamaebatia Benth.: Pl.Hartw.308, 1849.
  2. Género Cowania D.Don.:, 1825.
  3. Género Purshia DC. ex Poir.: Encycl. (Lamarck) Suppl.4.623. 1816.
3. Tribu Geeae
  1. Género Geum L.: Sp.Pl.1:500. 1753.
  2. Género Orthurus Juz.: Fl.URSS, ed.Komarov, x.262,616. 1941.
  3. Género Taihangia T.T.Yu & C.L.Li: Acta Phytotax.Sin.18(4):471. 1980; como Taiahngia.
  4. Género Novosieversia Bolle: Repert.Spec.Nov.Regni Veg.Beih.72:23. 1933.
  5. Género Sieversia Willd.: Ges.Naturf.Fr.Berl.Mag.v.397. 1811.
  6. Género Waldsteinia Willd.: 1799
  7. Género Coluria R.Br.: Parry, Voy.App.276. 1823.
4. Tribu Cercocarpeae
  1. Género Cercocarpus H.B. & K.: Nov. Gen. Sp. vi. 232. t.559. 1823.
5. Tribu Potentilleae
  1. Género Potentilla L.: Sp.Pl.1:495. 1753.
  2. Género Comarum L.: Sp.Pl.1:502. 1753.
  3. Género Chamaerhodos Bunge: Ledeb.Fl.Alt.i.429. 1829.
  4. Género Duchesnea Sm.: Trans.Linn.Soc.x.372. 811. 1811.
  5. Género Fragaria L.: Sp.Pl.1:494. 1753.
  6. Género Horkelia Cham.& Schltdl.: Linnaea 2:26. 1827.
  7. Género Horkeliella Rydb.: N.Amer.Fl.xxii.282. 1908.
  8. Género Ivesia Torr.& A.Gray: Pacific Railr.Rep.6,Pt.3,#2 (Williamson & Abbot) 72. 1858.
  9. Género Sibbaldia L.: Sp.Pl.1:284. 1753.
6. Tribu Alchemilleae
  1. Género Alchemilla L.: Sp.Pl.123. 1753.
  2. Género Aphanes L.: Sp.Pl.2. 1753.
7. Tribu Sanguisorbeae
  1. Género Agrimonia L.: Sp.Pl.2. 1753.
  2. Género Aremonia Neck. ex Nestl.: Monogr.Potentilla(Nestler)iv,17. 1816; nom.cons.
  3. Género Spenceria Trimen: Journ.Bot.xvii.97. 1879.
  4. Género Hagenia J.F. Gmelin: Syst.613. 1791.
  5. Género Leucosidea Ecklon & Zeyher: Enum.265. 1836.
  6. Género Sanguisorba L.: Sp.Pl.2. 1753.
  7. Género Sarcopoterium Spach: Ann.Sc.Nat.Ser. III.v.43. 1846.
  8. Género Margyricarpus Ruiz & Pavon: Prod.7.t.33. 1794.
  9. Género Tetraglochin Poeppig: Poepp.Fragm.Syn.Pl. Chile,26. 1833.
  10. Género Acaena Mutis ex L.: Mant.Plant.ii. 1771.
  11. Género Polylepis Ruiz & Pavon: Prod.80.t.15. 1794.
  12. Género Cliffortia L.: Sp.Pl.1038. 1753.
  13. Género Bencomia Webb & Berthelot: Phyt.Canar.ii.10.t.39. 1846.
8. Tribu Potaninieae
  1. Género Potaninia Maximowicz: Bull.Acad.Petersb.xxvii.465. 1881.

#### Subfamilia Pyroideae
Fruto indehiscente característico: el pomo. En el gineceo, los carpelos son 2-5 y están unidos; el ovario es ínfero.
1. Tribu Kageneckieae
  1. Género Kageneckia Ruiz & Pavon, 1794
2. Tribu Lindleyieae
  1. Género Vauquelinia Correa ex Humboldt & Bonpland, 1807
  2. Género Lindleya Kunth, 1824, nom. cons.
3. Tribu Maleae
  1. Género Photinia Lindley, 1821
  2. Género Heteromeles
  3. Género Eriobotrya J. Lindley, 1821
  4. Género Rhaphiolepis Lindley, 1820, nom. cons., orth. cons.
  5. Género Sorbus L.:, 1753
  6. Género Chamaemespilus
  7. Género Cormus
  8. Género Torminalis
  9. Género Aronia Medikus, 1789, nom. cons.
  10. Género Amelanchier Medikus, 1789
  11. Género Pyrus L.:, 1753
  12. Género Malus Miller, 1754
  13. Género Docyniopsis
  14. Género Eriolobus
  15. Género Peraphyllum Nuttall, 1840
  16. Género Docynia Decaisne, 1874
  17. Género Cydonia P. Miller, 1754
  18. Género Pseudocydonia (C.K. Schneider) C.K. Schneider, 1906
  19. Género Chaenomeles J. Lindley, 1821
4. Tribu Crataegeae
  1. Género Cotoneaster Ehrh.
  2. Género Malacomeles (Decaisne) G.N. Jones, 1945
  3. Género Chamaemeles J. Lindley, 1821
  4. Género Pyracantha M.J. Roemer, 1847
  5. Género Crataegus L.: 1753
  6. Género Mespilus L.: 1753
  7. Género Hesperomeles J. Lindley, 1837
  8. Género Osteomeles Lindley, 1821

#### Subfamilia Amygdaloideae
1. Tribu Osmaronieae
  1. Género Oemleria H.G.L. Reichenbach, 1841
2. Tribu Exochordeae
  1. Género Exochorda J. Lindley, 1858
3. Tribu Amygdaleae
  1. Género Maddenia J.D. Hooker & T. Thomson, 1854
  2. Género Pygeum
  3. Género Laurocerasus
  4. Género Padus Mill.
  5. Género Cerasus Mill.
  6. Género Prunus L.: 1753
  7. Género Armeniaca
  8. Género Amygdalus
4. Tribu Prinsepieae
  1. Género Prinsepia Royle, 1835

#### Otras subfamilias
Subfamilia Kerrioideae
1. Tribu Rhodotypeae
  1. Género Rhodotypos Siebold & Zuccarini: Fl.Jap.187.t.99. 1835. (1841?)
2. Tribu Kerrieae
  1. Género Kerria  DC.: Trans.Linn.Soc.xii.156. 1817.
  2. Género Neviusia A. Gray: Mem.Am.Acad.N.S.vi.374. 1858.

Subfamilia Ruboideae
Género Rubus L.: Sp.Pl.1:492. 1753; nom.cons. (Vienna Bot.Cong. 2005)
Subfamilia Lyonothamnoideae
Género Lyonothamnus A. Gray: Proc.Am.Acad.xx.291. 1885.
Subfamilia Dichotomanthoideae
Género Dichotomanthes S. Kurz: Journ.Bot.xi.194.t.133. 1873.
Subfamilia Quillajoideae
Género Quillaja Molina: Sagg. Chile, 354. 1782.
Subfamilia Filipenduloideae
Género Filipendula Mill.: Gard.Dict.Abr.,ed.4. 1754.
Subfamilia Coleogynoideae Golubkova, 1991
Género Coleogyne J.Torrey: Proc.Amer.Assoc.Advancem.Sci.4:192. 1851.

### Géneros en Rosaceae
Ver el anexo de géneros de Rosaceae.

## Clasificación botánica
Una clasificación práctica —y tradicional— para la familia de las rosáceas está dada por la división en cuatro subfamilias en función de las características de floración y fructificación de cada género. A su vez, es posible agrupar varios géneros en tribus y subtribus. Las cuatro subfamilias clásicas son:
1. Rosoideae, taxón nominotípico de la familia que incluye al género Rosa.
2. Maloideae o Pyroideae,
3. Prunoideae o Amygdaloideae,
4. Spiroideae.

### Monocarpelares
Gineceo con un solo carpelo:

#### Subfamilia Prunoideae
También conocida como Amygdaloideae, incluye especies leñosas y arbóreas, que poseen estípulas generalmente pequeñas y caducas. Las flores son periginas: el perianto (cáliz + corola) y el androceo se insertan sobre un receptáculo (o tálamo) acopado rodeando al gineceo; Gineceo con ovario súpero unicarpelar y uniovulado (monómero) que genera un fruto drupáceo.
Géneros en Prunoideae
Prunus - Maddenia - Oemleria - Prinsepia - Exochorda.

### Policarpelares
Gineceo compuesto por más de un carpelo (policarpo):

#### Subfamilia Rosoideae
+ n carpelos libres (policarpo apocárpico): Flores periginas, con gineceo apocárpico y ovario súpero a semi-ínfero. Fruto, frecuentemente múltiple: poliaquenio, polidrupa, eterio (drupas múltiples sobre receptáculo hinchado), cinorrodón (aquenios encerrados en una urna) o frutos complejos secos, indehiscente, semejantes a un aquenio. numerosos carpelos uniovulados que producen drupelas o aquenios. Estípulas bien desarrolladas y persistentes.
Tribus
Colurieae - Crataegeae - Dryadeae - Exochordeae - Gillenieae - Kerrieae - Neillieae - Potentilleae - Roseae - Rubeae - Sanguisorbeae - Ulmarieae - Incertae sedis (lugar incierto)
Géneros en Rosoideae
Acaena Acomastylis Agrimonia Alchemilla Aphanes Aremonia Bencomia Chamaebatia Cliffortia Coluria Comarum Cowania Dalibarda Dendriopoterium Dryas Duchesnea Erythrocoma Fallugia Filipendula Fragaria Geum Hagenia Horkelia Ivesia Kerria Leucosidea Marcetella Margyricarpus Novosieversia Oncostylus Polylepis Potentilla Rosa Rubus Sanguisorba Sarcopoterium Sibbaldia Sieversia Spenceria Taihangia Tetraglochin Waldsteinia .-

#### Subfamilia Maloideae
+ 5 carpelos unidos al hipanto: Especies leñosas y arbóreas, de estípulas caducas. Flores epiginas con gineceo apocárpico (2-5 carpelos) que se fusionan y ovario ínfero; receptáculo floral muy desarrollado. Fruto de tipo complejo conocido como pomo.
Malus domestica Borkh.: (manzano);
Malus sylvestris Miller: (manzano silvestre, maguillo).
Pyrus communis L.: (peral);
Pyrus bourgaeana Decne: (piruétano, guadapero);
Sorbus aria (L.) Crantz: (mostajo);
Sorbus domestica L.: (serbal común);
Sorbus aucuparia L.:(serval silvestre)
Sorbus terminalis: (mostajo de envés subglabro o pubescente)
Sorbus latifolia: (mostajo de envés blanquecino-tomentoso)
Amelanchier ovalis: (medicus, guillomo).
Crataegus azarolus L.: (acerolo);
Crataegus monogyna Jacq.: (espino albar).
Pyracantha coccinea M. J. Roemer: (piracanto, espino de fuego);
Mespilus germanica L.: (níspero);
Cotoneaster integerrimus: (durillo)
Cotoneaster heryanus
Cotoneaster horizontalis
Cotoneaster pannosa
Chaenomeles: (membrillero del Japón);
Crataegus azerolus: (acerolo);
Crataegus monogina: (subespecie brevispina: espino álbar, majuelo);
Cydonia oblonga: (membrillero asiático);
Eriobotrya japonica: (níspero, níspero japonés).
Géneros en Maloideae
Mespilus _ Pyracantha - Amelanchier
Aria - Aronia - Chamaemeles - Chamaemespilus - Cotoneaster - Cormus - Crataegus - Cydonia - Dichotomanthes - Docynia - Docyniopsis - Eriobotrya - Eriolobus - Heteromeles - Kageneckia - Lindleya - Malacomeles - Malus - Osteomeles - Peraphyllum -Photinia - Pseudocydonia - Pyrus - Rhaphiolepis - Sorbus - Stranvaesia - Torminalis - Vauquelinia - x Crataemespilus.

#### Subfamilia Spiraeoideae
Se propone como la subfamilia que reúne a los géneros más primitivos de las rosáceas. Especies principalmente leñosas. Estípulas ausentes o presentes, caducas o persistentes. Flores periginas con receptáculo plano; ovario súpero. Flor epigina, gineceo formado por varios (5) carpelos apocárpicos pluriovulados (cada ovario con varios primordios seminales) con placentación marginal (a veces soldados) que originan folículos o polifolículos, excepcionalmente un fruto capsular o poliaquenio. Ref.:  Archivado el 10 de febrero de 2009 en Wayback Machine.
Géneros
Aruncus - Holodiscus - Kelseya - Luetkea - Petrophytum - Sibiraea - Spiraea - Xerospiraea